# Émile Cantarel
Émile Cantarel, né le 10 aout 1909 à Flers (Orne), est un militaire français. Il est chef d'état-major de l'armée de terre française du 3 avril 1965 au 31 mars 1971. 

## Carrière militaire
Il sert au 41e bataillon de chars de combat en 1939-1940, comme capitaine chef de compagnie.
Émile Cantarel s'engage en mai 1943 dans les forces françaises libres en Tunisie après être passé par l'Espagne. Avec le soutien des services secrets britannique et des résistants français (Français de Londres), il est chargé de diriger une chaîne d'évasion par les Pyrénées, vers l'Espagne. 
En juillet 1943, il prend le commandement du 501e régiment de chars de combat, sous la direction du général Leclerc. Il se distingue en 1944 durant la bataille de Normandie qui suivent le débarquement. Plus tard, il participe à la libération de l'Alsace puis de Bertchesgaden.  
Pendant plus de 5 ans, il est chef d'état-major de l'armée de terre. En 1968, il assure provisoirement la charge de chef d'état-major de l'armée française.